# KXOF-CA

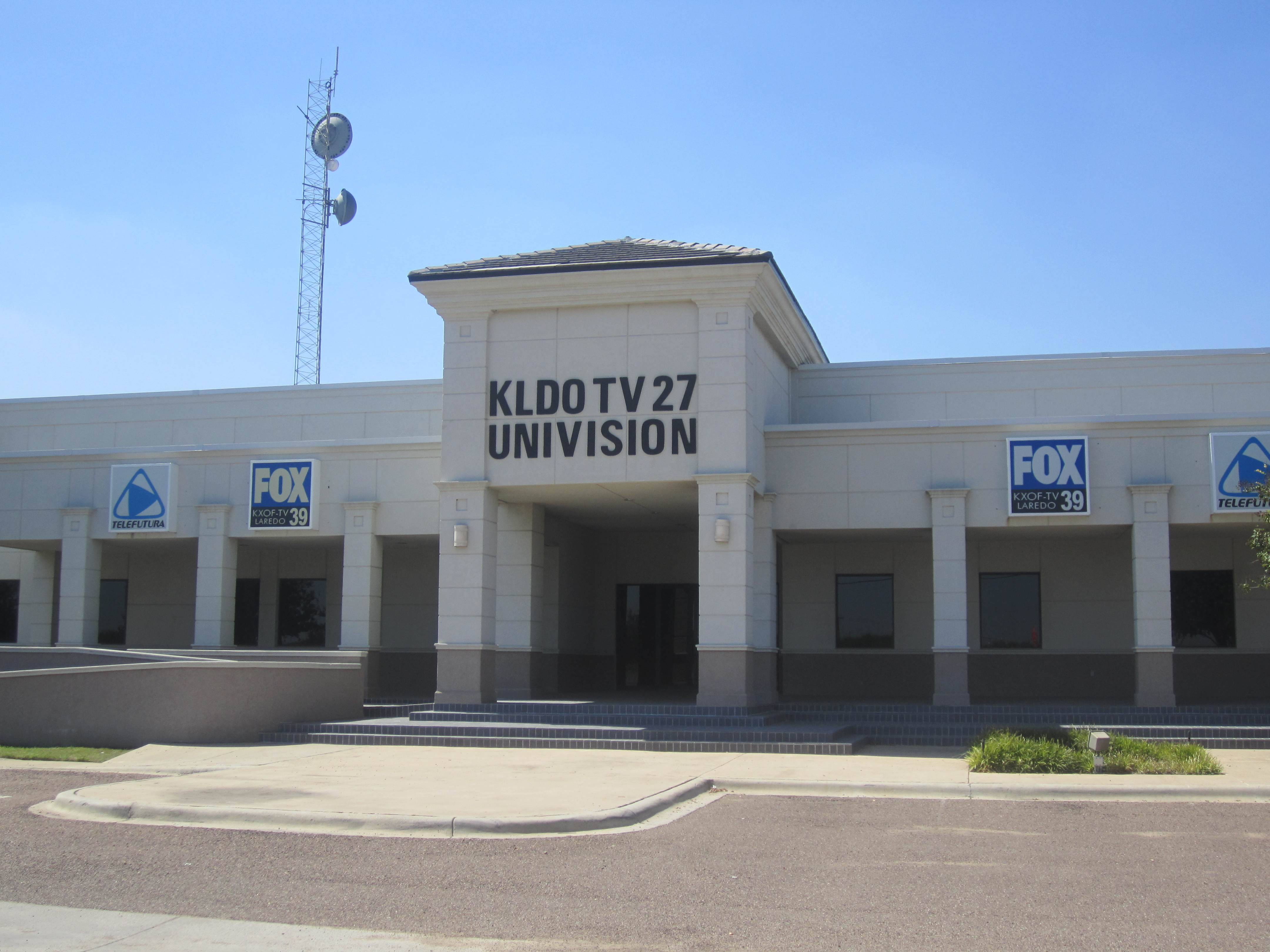
Complejo de Estudios de KLDO, KETF y KXOF

KXOF es una estación de televisión afiliada a la cadena Fox en Laredo, Texas. Es propiedad de Entravision Communications. Su señal abierta está disponible para los residentes de Laredo, Texas, Nuevo Laredo, Tamaulipas, Condado de Webb, Condado de La Salle, Municipio de Anáhuac, Nuevo León y Municipio de Hidalgo, Coahuila.

## Canales digitales
KXOF transmite en televisión digital su señal está multiplexada. En el canal 31.1 muestra la programación de Fox en alta definición 720p y en el subcanal 39.4 muestra la programación de la cadena Azteca America.
| TDT  | Resolución | Aspecto | Indicativo | Cadena         |
| 31.1 | 720p       | 16:9    | KXOF-HD    | Fox-HD         |
| 39.4 | 480i       | 4:3     | AZTECA     | Azteca America |